# Fernando Marroquín
Fernando Marroquín (* 1919; † unbekannt) war ein guatemaltekischer Radrennfahrer.

## Sportliche Laufbahn
Marroquín war im Bahnradsport aktiv. Er war Teilnehmer der Olympischen Sommerspiele 1952 in Helsinki. Guatemala wurde mit Armando Castillo, Fernando Marroquín, Carlos Sandoval und Juan Montoya in der Mannschaftsverfolgung auf dem 21. Rang klassiert.
Über sein weiteres Leben und seine sportlichen Erfolge ist nichts bekannt.